# Trichotria curta
Trichotria curta är en hjuldjursart som först beskrevs av Aleksandr Skorikov 1914.
Trichotria curta ingår i släktet Trichotria och familjen Trichotriidae. Arten är reproducerande i Sverige. Inga underarter finns listade i Catalogue of Life.